# نيكيتا كاتسالابوف
نيكيتا جيناديفيتش كاتسالابوف (الروسية:  Никита Геннадьевич Кацалапов ؛ من مواليد 10 يوليو 1991) راقصة جليدية روسية. مع فيكتوريا سينيتسينا ، هو بطل العالم 2021 ، بطل أوروبا 2020 ، الحاصل على الميدالية الفضية العالمية 2019 ، الحاصل على الميدالية الفضية في نهائي سباق الجائزة الكبرى 2018-19 ، والبطل الوطني الروسي مرتين (2019-2020). لقد فازوا أيضًا بالعديد من الميداليات في سباق الجائزة الكبرى وسلسلة التحدي ، بما في ذلك الفوز بكأس 2018 سي إس أندريه نيبيلا.